# Teanina
Teanina – organiczny związek chemiczny z grupy α-aminokwasów niebiałkowych, pochodna glutaminy, zawierająca podstawnik etylowy przy amidowym atomie azotu. Występuje naturalnie jako enancjomer o konfiguracji L (konfiguracja absolutna S) w liściach herbaty (kamelii) i przygotowywanej z nich zielonej herbacie. Łatwo pokonuje barierę krew-mózg i jest związkiem psychoaktywnym. Substancji przypisuje się działanie uspokajające, zmniejszające stres i niepokój, stabilizujące nastrój. Ma ona też zwiększać intensywność fal alfa w mózgu, co poprawia wydajność pracy i skuteczność nauki. Jest zaliczana do grupy nootropów.
W 2011 roku Europejski Urząd ds. Bezpieczeństwa Żywności zweryfikował twierdzenia dotyczące pozytywnych skutków teaniny na funkcje kognitywne, uznając, że nie mają one poparcia w dowodach.